# Małgorzata Marcjanik
Małgorzata Marcjanik (ur. 10 lipca 1950 w Międzylesiu) – polska językoznawczyni, specjalizująca się w grzeczności językowej, pragmatyce językowo-kulturowej oraz retoryce mediów; autorka książek o językowym savoir-vivre; profesor doktor habilitowana związana z Katedrą Języka Mediów na Wydziale Dziennikarstwa, Informacji i Bibliologii Uniwersytetu Warszawskiego. Opracowała pierwszy polski słownik gromadzący wyrazy o funkcji grzecznościowej. Współpracowała z Poradnią Językową PWN.
Członkini Towarzystwa Naukowego Warszawskiego, Polskiego Towarzystwa Językoznawczego, Towarzystwa Miłośników Języka Polskiego. 

## Publikacje
- Czasowniki modalno-kauzatywne we współczesnej polszczyźnie : analiza łączliwości czasowników oznaczających rozkaz, prośbę, namowę, zakaz, pozwolenie Wyższa Szkoła Pedagogiczna Zielona Góra 1980
- Małgorzata Marcjanik (autor wyboru) Wybór materiałów do studiowania fleksji języka polskiego Wydawnictwo Wyższej Szkoły Pedagogicznej Zielona Góra 1984
- Polskie czasowniki adresatywne : (pragmatyka, semantyka, składnia) Wyższa Szkoła Pedagogiczna im. Jana Kochanowskiego Kielce 1987  (OCoLC)750779080
- Polska grzeczność językowa Wyższa Szkoła Pedagogiczna im. Jana Kochanowskiego Kielce 1997 ISBN 83-7133-079-0
- W kręgu grzeczności : wybór prac z zakresu polskiej etykiety językowej  Wydawnictwo Akademii Świętokrzyskiej Kielce 2001 ISBN 83-7133-146-0
- Małgorzata Marcjanik (red.) Retoryka codzienności : zwyczaje językowe współczesnych Polaków  Trio, Warszawa 2006 ISBN 83-7436-074-7
- Grzegorz Dąbkowski, Małgorzata Marcjanik Język polski : popularny słownik synonimów i antonimów Wydawnictwo Langenscheidt Polska Warszawa 2007
- Grzeczność na krańcach świata Wydawnictwa Akademickie i Profesjonalne Warszawa 2007 ISBN 978-83-60807-01-9
- Grzeczność w komunikacji językowej Wydawnictwo Naukowe PWN Warszawa 2008 ISBN 978-83-01-14981-9
- Małgorzata Marcjanik (red.) Retoryka mediów, retoryka w mediach Oficyna Wydawnicza ASPRA-JR Warszawa 2012 ISBN 978-83-7545-356-0
- Małgorzata Marcjanik (red. nauk.) Jak zwracają się do siebie Europejczycy Uniwersytet Warszawski Wydział Dziennikarstwa i Nauk Politycznych Warszawa 2013 ISBN 978-83-63183-42-4
- Słownik językowego savoir-vivre'u Wydawnictwa Uniwersytetu Warszawskiego Warszawa 2014 ISBN 978-83-235-1329-2
- Grzeczność w polskiej komunikacji językowej. Studium opisowo-normatywne Wydawnictwo Bezkresy Wiedzy 2017 ISBN 978-3-639-89064-8
- Małgorzata Marcjanik, Silvia Bonacchi, Agnieszka Frączek Polsko-niemiecki słownik etykiety językowej Wydawnictwa Uniwersytetu Warszawskiego Warszawa 2019 ISBN 978-83-235-3817-2
- Mówimy uprzejmie. Poradnik językowego savoir-vivre´u ISBN 978-83-01-21733-4